# Lytta blaisdelli
Lytta blaisdelli là một loài bọ cánh cứng trong họ Meloidae. Loài này được Fall miêu tả khoa học năm 1909.